# Стрижак Максим Іванович
Максим Іванович Стрижак (24 лютого 1982, м. Харків — 15 січня 2023, біля м. Бахмут, Донецька область) — український військовослужбовець, старший майстер-сержант Державної прикордонної служби України, учасник російсько-української війни. Герой України (2023, посмертно).

## Життєпис
Максим Стрижак народився 24 лютого 1982 року в Харкові.
2005 року почав служити в складі Державної прикордонної служби України: від 2020 — у відділі «Золоте» 3-го прикордонного загону. Учасник АТО/ООС. Після початку повномасштабного російського вторгнення продовжував виконувати бойові завдання, зокрема біля м. Кремінна та с. Житлівка на Луганщині. 
Від 28.02.2022 у складі військового підрозділу виконував бойові завдання з оборони м. Кремінної. Брав участь у тривалих жорстоких боях, для атаки на місто ворог застосував значну кількість бронетехніки.
Неодноразово виявляв мужність і військовий досвід під час відсічі російської навали. 09.03.2022 в районі с. Житлівки разом із побратимами вступив у бій із ворожою піхотою, що під прикриттям артилерії пішла в наступ і захопила населений пункт. Українські воїни знищили 2 бойові машини піхоти та вантажний автомобіль «Урал», 34 укриття противника, близько 100 окупантів. Завдяки рішучим діям майстер-сержанта М. Стрижака та злагодженим діям побратимів наступ російських військ в напрямку Житлівка — Кремінна було тимчасово зупинено.
Від кінця грудня 2022 — початку січня 2023 у складі прикордонного підрозділу стримував наступ ворога в районі м. Бахмута. Разом із побратимами рішуче йшов у контрнаступ. Мужньо прийняв бій із переважними силами противника біля с. Підгородного (Бахмутський район Донецької області), де захисники ліквідували 19 окупантів (06.01.2023). У складі зведеного підрозділу брав участь у штурмових діях з метою відновлення втрачених вогневих позицій взводного опорного пункту «Тячів». Внаслідок важких боїв захисники відтіснили ворога, завдавши йому тяжких втрат: за результатами аеророзвідки встановлено, що втрати противника становили 18 вбитих і 24 поранених. Отримав у бою осколкове поранення, після лікування повернувся у стрій.
15.01.2023 разом із побратимами-прикордонниками давав відсіч ворогу, який вів штурмові дії українських позицій біля м. Бахмута. Під час цього бою бійці відділення М. Стрижака ліквідували 12 та поранили 17 окупантів. Внаслідок розриву міни отримав поранення, несумісні з життям.
Похований з військовими почестями 20 січня 2023 року в м. Нововолинськ.
19 січня 2024 року під час церемонії у Маріїнському палаці Президент України Володимир Зеленський вручив 30 сертифікатів на отримання квартир військовослужбовцям Сил оборони, яким присвоєно звання Героя України, та родинам полеглих Героїв; один із сертифікатів було вручено рідним старшого майстер-сержанта Максима Стрижака.

## Нагороди
- звання Герой України з удостоєнням ордена «Золота Зірка» (23 серпня 2023, посмертно) — за особисту мужність і героїзм, виявлені у захисті державного суверенітету та територіальної цілісності України, самовіддане служіння Українському народові[3];
- орден Богдана Хмельницького III ступеня (15 лютого 2023, посмертно) — за особисту мужність і самовідданість, виявлені у захисті державного суверенітету та територіальної цілісності України, сумлінне і бездоганне служіння Українському народові[4].

Також мав медаль ДПСУ «10 років сумлінної служби», медаль «Учасник бойових дій», відзнаку Президента України «За участь в антитерористичній операції».